# Temistocle Solera
Temistocle Solera (ur. 25 grudnia 1815 w Ferrarze, zm. 21 kwietnia 1878 w Mediolanie) – włoski kompozytor i librecista. Kształcił się w Wiedniu, zasłynął głównie ze współpracy z Giuseppe Verdim, która trwała począwszy od pierwszej opery Verdiego (Oberto), aż po incydent związany z Attylą, kiedy to Solera nie kończąc pracy wyjechał za granicę, a libretto dokończył Francesco Maria Piave. Zresztą – na temat Verdiego i jego późniejszych librecistów wyrażał się potem w następujący sposób:

Jest wielkim kompozytorem, ale słabym jak baba, skoro akceptuje teksty od tego osła Piave czy tego pomyleńca Cammarano.

Niemniej jednak ich wspólne dzieła, jak choćby Nabucco z chórem Va pensiero, silnie wpisują się w ruch wyzwoleńczy Włochów przeciwko dominacji austriackiej.

## Ważniejsze utwory

### Kompozycje własne
- Ildegonda (1840)
- Il contadino d’Agleiate (1841; jako La fanciulla di Castelguelfo in 1842)
- Genio e sventura (1843)
- La hermana de palayo (1845)

### Libretta
- Oberto, Conte di San Bonifacio Giuseppe Verdi, (1839)
- Nabucco Giuseppe Verdi, (1842)
- Lombardczycy na pierwszej krucjacie  I Lombardi alla prima crociata Giuseppe Verdi, (1843)
- Joanna d’Arc Giovanna d’Arco Giuseppe Verdi, (1845)
- Attyla, Attila Giuseppe Verdi, (1846)
- La conquista di Granata E. Arrieta, (1850)
- La fanciulla delle Asturie B. Secchi, (1856)
- Sordello A. Buzzi, (1856)
- Pergolese S. Ronchetti-Monteviti, (1857)
- Vasconcello A. Villanis, (1858)
- Una notte di festa A. Villanis, (1859)
- L’espiazione A. Peri, (1861)
- Zilia G. Villate, (1877)